# Stora gruvstrejken 1969–1970
Stora gruvstrejken 1969–1970 eller LKAB-konflikten, var en vild strejk vid det statliga gruvbolaget LKAB (Luossavaara-Kiirunavaara Aktiebolag) i Sverige. Strejken omfattade mer än 4 500 gruvarbetare i Kiruna, Luleå, Malmberget och Svappavaara mellan den 9 december 1969 och den 4 februari 1970. Före detta kabinettssekreteraren Arne S. Lundberg var verkställande direktör vid LKAB under denna tid.

## Konfliktens orsaker
Med inspiration av Robert Owens mönstersamhälle New Lanark i Skottland hade LKAB i början av 1900-talet skapat något liknande i Kiruna med sjukhus, bostäder, vattenledningar, mm. När malmbrytningen började i Svappavaara slutet av 1950-talet utlovade LKAB att modernisera det lilla samhället på samma sätt som man hade gjort med Kiruna, t.ex. skulle det byggas nytt affärscentrum, bostadshus med samlingslokaler och exotiska palmer inomhus. Men när bostadsprojektet Ormen Långe stod klart var det inte det minsta hemtrevligt och istället för ett affärscentrum fick invånarna nöja sig med vanliga livsmedelsbutiker. Detta skapade ett stort missnöje i samhället.
Även förändringar inom LKAB skapade frustration. LKAB ägdes från början till hälften av staten och till hälften av det privata Grängesbergsbolaget, men 1956 förstatligades hela företaget, enligt Olof Palme för att kunna utnyttja landets naturresurser bättre. Under chefen Arne S. Lundberg infriades löftet om ett rationellt och effektivt skött företag. Vetenskapliga metoder för att mäta hur lång tid olika moment fick ta introducerades och blev ett led i att effektivisera LKAB. För denna beräkning använde man sig av systemet Universal Maintenance Standard (UMS). Behövde en arbetare mer tid än vad UMS hade kommit fram till fick hen löneavdrag vilket i praktiken sänkte de anställdas löner. Enligt Reino Niemi (en av de arbetarna som sedan skulle tillhöra de första som strejkade) innebar UMS även att det saknades logik i lönesättningen, enligt honom kunde mer arbete resultera i mindre lön. Dessutom ledde UMS till en mycket stark kontroll av arbetarna, till exempel började man kontrollera hur länge arbetarna var på toaletten.

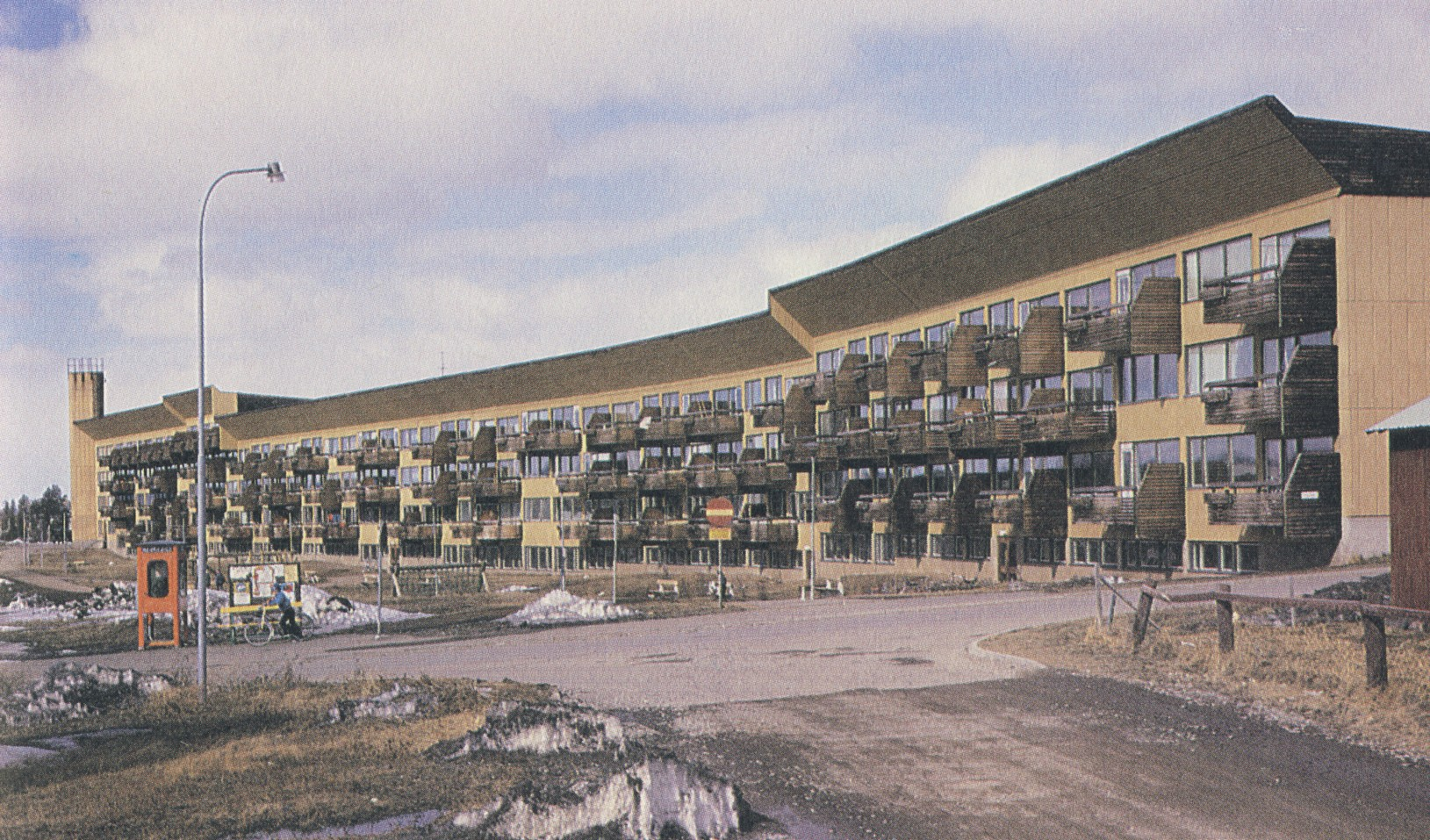
"Ormen långe" (1965)

Ett annat skäl till missnöje var en misstänksamhet mot de fackliga organisationerna LO (Landsorganisationen) och Gruvarbetarförbundet, den lokala fackavdelningen Gruvtolvan hade alltid varit misstänksam mot fackledningen som satte långt söderut i Dalarna. Denna misstänksamhet späddes på när facket uppmanade arbetarna i LKAB att nöja sig med mindre löneökningar trots att LKAB hade gjort stora vinster. Fackets tanke var att arbetarna vid de små och mindre effektiva gruvföretagen skulle ha samma löneutveckling som arbetarna på LKAB. Tanken bakom det var att inte slå ut de mindre gruvföretagen genom för stora löneökningar. Genom LO:s "solidariska lönepolitik" gick gruvarbetarna från att ha varit de bäst betalda i hela landet till en utveckling där lönehöjningarna stannade av. Att gruvarbetarna tillhörde de bäst betalda berodde på det farliga arbetet och den dåliga arbetsmiljön i gruvorna men nu krympte försprånget gentemot andra löntagare: hade gruvarbetarna i början av 1960-talet tjänat drygt 40% mer än en genomsnittlig industriarbetare, hade denna skillnad krympt till 20% i slutet av 60-talet. Dessutom försämrades arbetsmiljön på grund av ett ökat arbetstempo och en sämre luft i gruvorna på grund av användningen av nya maskiner. Gruvarbetarna tyckte att LO inte längre företrädde deras intressen. Därtill var arbetarna i malmfälten mer radikala än i södra Sverige, syndikalism och kommunism hade en stark ställning här. Dessutom fanns det inte någon borgerlig mellanskikt i gruvsamhällena vilket gjorde motsättningarna mellan arbetsgivare och de anställda tydligare.
Även ledningens flytt från Kiruna till Stockholm upplevdes som att ledningen fjärmade sig från de anställda. På 1960-talet hade gruvföretaget infört en strikt ledningsstruktur som omöjliggjorde enskilda överenskommelser mellan gruvarbetare och förmännen.
 

Vid en demonstration genom Kiruna såg man krav som "Nu eller aldrig!" och "Vi är inga maskiner!" på plakaten. Detta var inte det vanliga samförstånd man vant sig vid på arbetsmarknaden i Sverige efter att Saltsjöbadsavtalet slutits i december 1938.

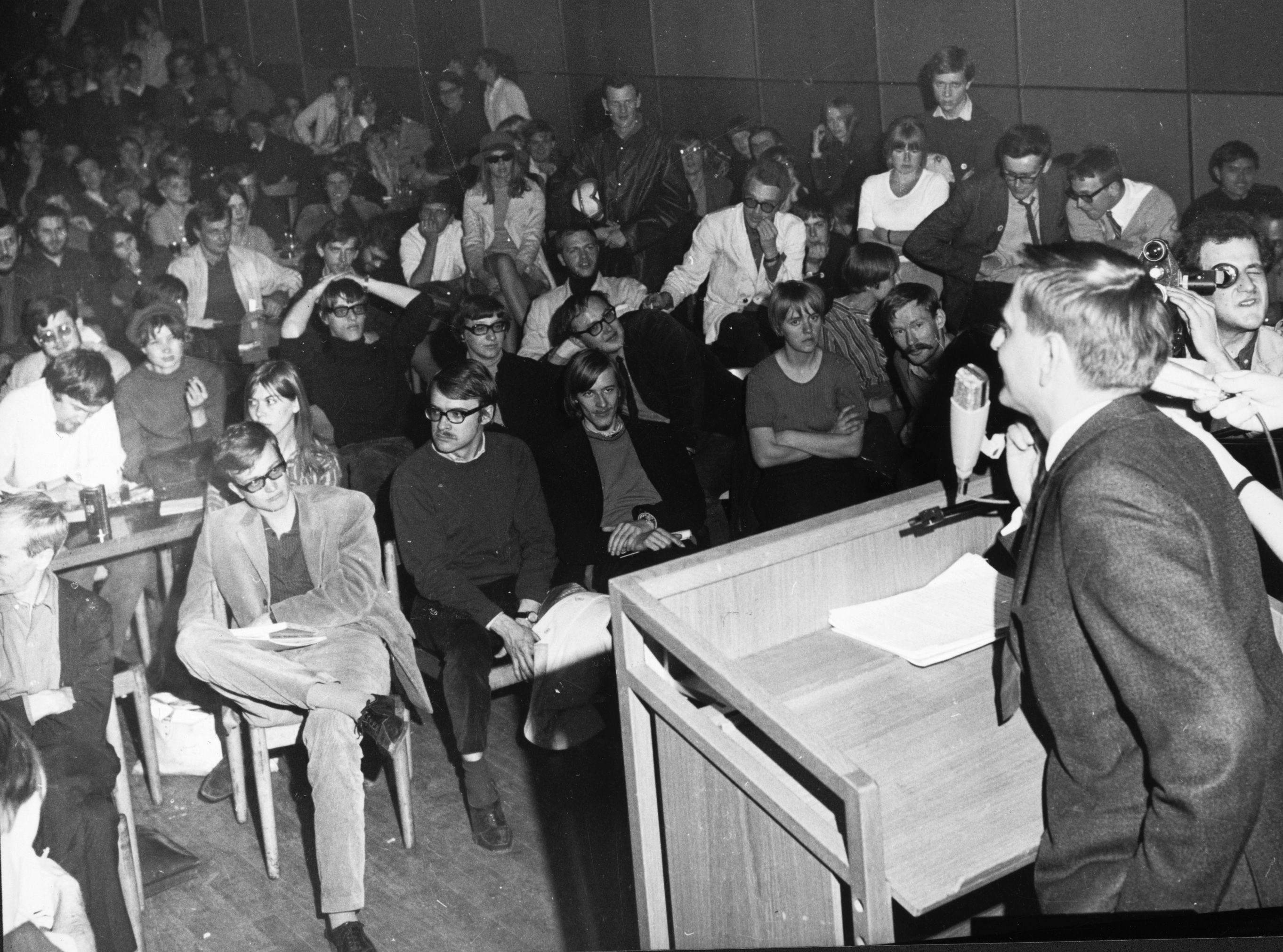
Olof Palme talar under Kårhusockupationen 1968

Strejken var dock även en del av ett större mönster som återfanns i hela Europa, där de goda åren på 1960-talet hade skapat stora förväntningar på ett ökande välstånd. De strejkandes ton påminde om de tal som hördes under Kårhusockupationen 1968. Därmed kan man säga att protesterna bland studenterna och bland arbetarna bildade ett gemensamt mönster.

## Strejken

### Strejken bryter ut
Den utlösande orsaken för strejken blev införandet av ackordslöner som ledde till ytterligare lönesänkningar. Den 9 december 1969 började strejken i Svappavaara. Strejken började som en 35-mans spontan sittstrejk i Leveäniemigruvan i Svappavaara av borrare, laddare och truckförare. Efter ett par dagar hade strejken spridit sig till Kiruna och Malmberget, den 11 december strejkade alla LO-anslutna gruvarbetare, totalt 4 700 människor. En strejkkommitté utsågs och man hyrde Sporthallen i Kiruna för stormöten.
Eftersom strejken skedde under gällande kollektivavtal räknades den som "vild" och fick inget stöd av facket (Landsorganisationen [LO]). Fackets främsta mål blev att se till att arbetarna skulle återgå till jobbet, vilket dock misslyckades. I riksdagens första kammare tog LO:s ordförande Arne Geijer (S) ställning mot den vilda strejken. Han menade att det är en oacceptabel arbetsmetod och tillhör en förgången tid, är kostsamt samt att det i regel leder till försämringar för de arbetande.

### Samhällets sympati med de strejkande

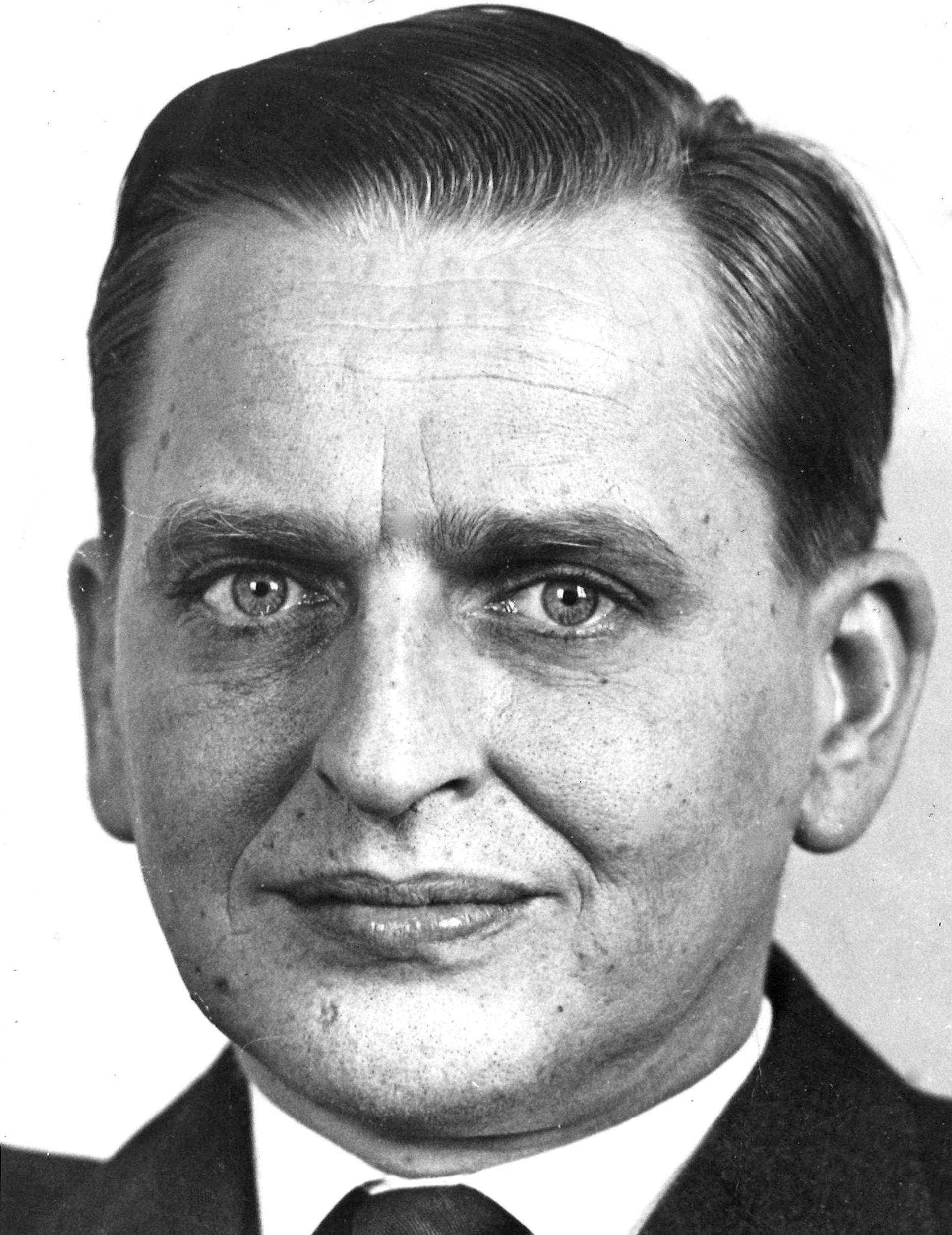
Olof Palme (1967)

Olof Palmes uppmaning i Riksdagen att avtal ska hållas fick inget gehör hos svenska folket som snabbt solidariserade sig med de strejkande. Här spelade också in att Norrland var en nästintill mytisk plats i det svenska medvetandet, ett gränsland för att kunna undkomma klassamhället, en uppfattning som underströks av författare som Selma Lagerlöf och den samtida Sara Lidman som gav uttryck för en oberörd bygd med människor som talade ett främmande språk. Sympatierna och uppmärksamheten för strejken förstärktes av mediebevakningen, enbart SVT hade 25 journalister på plats. Att de strejkande fick så stora sympatier hängde också ihop med att de hade varit öppna mot media och att deras perspektiv därmed fick stort genomslag i det allmänna medvetandet. Här bidrog också att Sverige precis hade fått sin andra tevekanal i form av TV2 med sin egen nyhetssändning Rapport. TV2 hade även anlitat Sara Lidman för att rapportera om strejken, men hon avskedades efter att ha hållit tal på ett strejkmöte.
Två tredjedelar av svenska folket stödde upproret vilket bidrog till att det samlades in mycket pengar för de strejkande. Genom insamlingarna kunde strejkkassan fyllas på med drygt fyra miljoner kronor enligt programmet Svenska händelser. Enligt P3 dokumentär. Den Stora Gruvstrejken samlades det in till och med sex miljoner kronor. De strejkande var beroende av dessa insamlingar eftersom strejken räknades som "vild" och därmed hade de strejkande inte tillgång till fackets strejkkassa.
Palme förfärade sig över att media hjälpte gruvarbetarna att sprida sina berättelser om arbetsvillkoren men på grund av hans bristande erfarenhet i fackliga frågor fanns det inte mycket han kunde göra. Palmes vilja att ta debatten med arbetarna i Kiruna hejdades av hans medarbetare som övertygade honom att det var bäst att inte åka dit.

### Strejkens avslutning
Men ju längre tiden pågick desto mjukare blev de strejkandes linje och i januari 1970 kom LKAB med ett förslag som arbetarna röstade ner med en knapp majoritet på 68 röster (av totalt över 3 000 röster) och därmed skulle strejken fortsätta. Men medlemmarna i strejkledningen var samtidigt medlemmar i olika politiska partier och förmodligen var det pressen från respektive parti som ledde till att ledningen trots omröstningsresultatet rekommenderade att strejken skulle avslutas.
Inom gruvavdelningen fanns en spänning mellan socialdemokrater och kommunister, något som beskrivits som en av orsakerna till att strejken drog ut på tiden. Efter flera splittringsförsök och agerande från fackets och arbetsgivarnas sida bestämde strejkkommittén med rösterna 13 mot 12 för en återgång till arbetet den 4 februari 1970, trots att en omröstning strax innan bland arbetsstyrkan hade resulterat i att en majoritet var för fortsatt strejk. Den utslagsgivande i beslutet om avbrytande i strejken var en kommunist (vänsterpartist). Därmed lades strejken ner efter 57 dagar.

## Resultatet
För gruvarbetarna blev strejkens konkreta resultat att ackordssystemet UMS avskaffades, månadslön infördes på prov, lönen höjdes med 14 %, bussförbindelserna förbättrades och LKAB lämnade SAF. Visserligen var det långt under vad man krävt, men det visade i alla fall att vilda strejker kunde löna sig. Harry Isaksson i Malmbergets Strejkkommitté uttalade efteråt att
| ”                                             | Det är egentligen det som är det viktiga med strejken, att civilkuraget ökar så enormt. Arbetarna får klart för sig vilken jävla betydelse klassen har, hur beroende bolaget är. Bolagsgubbarna är som gökungar – vi matar dom. Dom är inträngare och puffar vi dem ur boet klarar dom sig inte. Under en strejk kommer man underfund med att man har makt. | „ |
| – Harry Isaksson i Malmbergets Strejkkommitté | |   |

## Förändringar på sikt
Palmes beslut att inte åka till Kiruna själv ledde till att han istället började läsa in sig på LKAB-strejken och fackliga frågor överlag. Men även socialdemokraterna i stort hade skärrats av strejken och befarade att arbetarna skulle radikaliseras. Därför initierades en grundläggande reform av arbetsmarknaden. Allt sedan 1930-talet hade grunden varit att fack och arbetsgivare skulle lösa sina konflikter utan statlig inblandning men i och med strejken vann linjen gehör att det behövdes lagstiftning för att skydda arbetstagarnas intressen. Statsminister Palme blev här en drivande kraft bakom en rad nya arbetsmarknadslagar som stiftades mellan 1970 och 1976. Perioden banade väg för Lagen om anställningsskydd (LAS), Medbestämmandelagen (MBL en sorts komplement till arbetsgivarnas §32) samt arbetsmiljölagen (AML) och reformer inom fackföreningsväsende. Därmed ökade anställningstryggheten eftersom arbetsgivaren inte längre fick anställa och avskeda sina medarbetare efter godtycke. Numera skulle det finnas objektiva grunder för uppsägning och med LAS infördes infördes turordningsregeln “först in, sist ut”.
Men strejken blev även inledningen på en 20-årig period av vilda strejker och självständig arbetarkamp på svensk arbetsmarknad med skogsarbetarstrejken 1975 som kulmen.
Enligt professor Björn Horgby blev en effekt på längre sikt att samförståndslinjen bröts, att LO gick längre vänsterut och formulerade idén om löntagarfonder som skulle ge arbetarna större inflytande över företagen. Detta också med bakgrund mot att facket ansåg att MBL enbart var rådgivande och inte gav arbetarna någon verklig makt. En annan konsekvens blev att även andra yrkesgrupper så som städerskor och hamnarbetare började använda sig av vilda strejkar.
Enligt Henrik Berggren ledde reformerna på arbetsmarknaden till en växande misstänksamhet från arbetsgivarhåll mot både socialdemokraterna och Olof Palme. Att LO framgångsrikt började driva sina krav lagstiftningsvägen ledde senare under 1970-talet till motreaktioner från arbetsgivarhåll, med ökade motsättningar mellan LO och Svenska arbetsgivareföreningen (SAF) som följd, och ökad satsning på politisk opinionsbildning från SAF:s sida.

## Dokumentärfilm
- Gruvstrejken 69/70 / en film av Alf Israelsson och Margareta Vinterheden. Distribution : Stockholm : Filmcentrum. [1970].
- Kamrater, motståndaren är välorganiserad / [regi] Lars Westman och Lena Ewert. Stockholm : Folkets bio : Noble Entertainment, svensk distr. 2007, [prod. 1970].
- 30 år har gått kamrat / en film av Lars Westman i samarbete med Fredrik Gertten. Stockholm : Filmcentrum, [2000].